# Edgewood (contea di Northumberland, Pennsylvania)
Edgewood è un census-designated place (CDP) degli Stati Uniti d'America situato nello stato della Pennsylvania, nella contea di Northumberland.